# Platja del Cros
La platja del Cros és una platja semiurbana del municipi de Llançà (Alt Empordà) situada entre la punta del Cros, un monticle rocallós que s'endinsa en el mar i que la separa de la platja de Canyelles, i la platja de Sota d'en Canals. Té una longitud de 166 m i una amplada mitjana de 17 m, de sorres gruixudes i graves. S'hi accedeix pel camí de ronda, en el tram del GR 92 que uneix Colera i Llançà.